# Skate America 2022
Navigation
Édition précédente Édition suivante
Le Skate America est une compétition internationale de patinage artistique qui se déroule aux États-Unis au cours de l'automne. Il accueille des patineurs amateurs de niveau senior dans quatre catégories: simple messieurs, simple dames, couple artistique et danse sur glace.
Le quarante-et-unième Skate America est organisé du 21 au 23 octobre 2022 au Tenley E. Albright Performance Center de Norwood dans le Massachusetts. Il est la première compétition du Grand Prix ISU senior de la saison 2022/2023.
Depuis le 1er mars 2022, l'Union internationale de patinage interdit aux patineurs artistiques et aux officiels de la fédération de Russie et de la Biélorussie de participer et d'assister à toutes les compétitions internationales en raison de l'invasion russe de l'Ukraine le 24 février 2022. Les athlètes russes et biélorusses ne peuvent donc participer à aucune épreuve du Grand Prix ISU 2022-2023.

## Résultats

### Messieurs

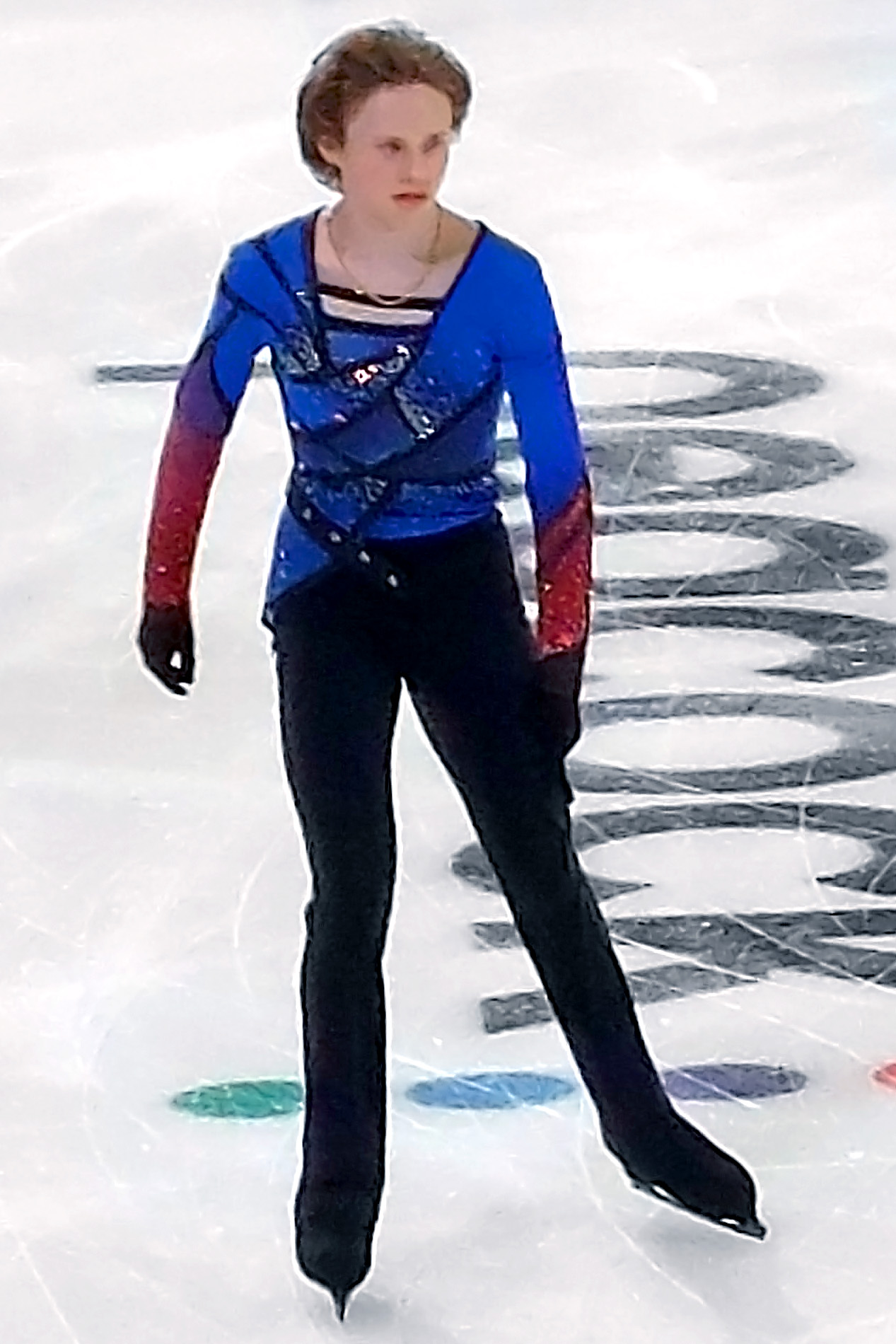
Ilia Malinin au Skate America 2022.

| Rang | Nom              | Pays         | Points | Programme court | Programme court | Programme libre | Programme libre |
| ---- | ---------------- | ------------ | ------ | --------------- | --------------- | --------------- | --------------- |
| 1    | Ilia Malinin     | États-Unis   | 280.37 | 4               | 86.08           | 1               | 194.29          |
| 2    | Kao Miura        | Japon        | 273.19 | 1               | 94.96           | 2               | 178.23          |
| 3    | Cha Jun-hwan     | Corée du Sud | 264.05 | 2               | 94.44           | 3               | 169.61          |
| 4    | Daniel Grassl    | Italie       | 257.68 | 3               | 88.43           | 4               | 169.25          |
| 5    | Roman Sadovsky   | Canada       | 225.41 | 5               | 78.15           | 7               | 147.26          |
| 6    | Wesley Chiu      | Canada       | 219.90 | 9               | 71.58           | 6               | 148.32          |
| 7    | Liam Kapeikis    | États-Unis   | 219.50 | 8               | 74.29           | 8               | 145.21          |
| 8    | Sena Miyake      | Japon        | 215.74 | 6               | 77.87           | 9               | 137.87          |
| 9    | Koshiro Shimada  | Japon        | 215.12 | 12              | 62.54           | 5               | 152.58          |
| 10   | Dinh Tran        | États-Unis   | 199.68 | 11              | 64.99           | 10              | 134.69          |
| 11   | Mihhail Selevko  | Estonie      | 191.80 | 7               | 75.75           | 12              | 116.05          |
| 12   | Donovan Carrillo | Mexique      | 188.28 | 10              | 69.18           | 11              | 119.10          |

### Dames
| Rang    | Nom                 | Pays         | Points | Programme court | Programme court | Programme libre | Programme libre |
| ------- | ------------------- | ------------ | ------ | --------------- | --------------- | --------------- | --------------- |
| 1       | Kaori Sakamoto      | Japon        | 217.61 | 1               | 71.72           | 1               | 145.89          |
| 2       | Isabeau Levito      | États-Unis   | 206.66 | 2               | 71.30           | 2               | 135.36          |
| 3       | Amber Glenn         | États-Unis   | 197.61 | 3               | 68.42           | 3               | 129.19          |
| 4       | Lee Hae-in          | Corée du Sud | 179.50 | 4               | 66.24           | 5               | 113.26          |
| 5       | Ekaterina Kurakova  | Pologne      | 178.68 | 6               | 63.65           | 4               | 115.03          |
| 6       | Gracie Gold         | États-Unis   | 174.09 | 5               | 64.18           | 6               | 109.91          |
| 7       | Nicole Schott       | Allemagne    | 160.35 | 10              | 56.47           | 8               | 103.88          |
| 8       | Park Yeon-jeong     | Corée du Sud | 158.58 | 7               | 60.04           | 9               | 98.54           |
| 9       | Yun Ah-sun          | Corée du Sud | 156.70 | 11              | 47.98           | 7               | 108.72          |
| 10      | Eliška Březinová    | Tchéquie     | 153.57 | 9               | 56.65           | 10              | 96.92           |
| 11      | Marilena Kitromilis | Chypre       | 135.48 | 12              | 46.01           | 11              | 89.47           |
| Abandon | Rino Matsuike       | Japon        |        | 8               | 59.50           |                 |                 |

### Couples
| Rang | Nom                                      | Pays       | Points | Programme court | Programme court | Programme libre | Programme libre |
| ---- | ---------------------------------------- | ---------- | ------ | --------------- | --------------- | --------------- | --------------- |
| 1    | Alexa Scimeca Knierim / Brandon Frazier  | États-Unis | 201.39 | 1               | 75.19           | 1               | 126.20          |
| 2    | Deanna Stellato-Dudek / Maxime Deschamps | Canada     | 197.89 | 2               | 73.05           | 2               | 124.84          |
| 3    | Kelly Ann Laurin / Loucas Éthier         | Canada     | 156.94 | 4               | 52.59           | 3               | 104.35          |
| 4    | Valentina Plazas / Maximiliano Fernandez | États-Unis | 145.23 | 8               | 47.32           | 4               | 96.23           |
| 5    | Anna Valesi / Manuel Piazza              | Italie     | 144.47 | 5               | 49.93           | 6               | 94.54           |
| 6    | Maria Mokhova / Ivan Mokhov              | États-Unis | 143.55 | 6               | 49.21           | 5               | 96.02           |
| 7    | Letizia Roscher / Luis Schuster          | Allemagne  | 135.88 | 3               | 54.87           | 8               | 81.01           |
| 8    | Greta Crafoord / John Crafoord           | Suède      | 130.62 | 7               | 48.28           | 7               | 82.34           |

### Danse sur glace
| Rang | Nom                                            | Pays       | Points | Danse rythmique | Danse rythmique | Danse libre | Danse libre |
| ---- | ---------------------------------------------- | ---------- | ------ | --------------- | --------------- | ----------- | ----------- |
| 1    | Madison Chock / Evan Bates                     | États-Unis | 202.80 | 1               | 82.63           | 2           | 120.17      |
| 2    | Kaitlin Hawayek / Jean-Luc Baker               | États-Unis | 202.07 | 2               | 79.12           | 1           | 122.95      |
| 3    | Marie-Jade Lauriault / Romain Le Gac           | Canada     | 178.30 | 3               | 72.12           | 3           | 106.18      |
| 4    | Loïcia Demougeot / Théo Le Mercier             | France     | 170.89 | 7               | 65.90           | 4           | 104.99      |
| 5    | Holly Harris / Jason Chan                      | Australie  | 170.20 | 4               | 71.58           | 8           | 98.62       |
| 6    | Kana Muramoto / Daisuke Takahashi              | Japon      | 169.68 | 5               | 69.67           | 6           | 100.01      |
| 7    | Lorraine McNamara / Anton Spiridonov           | États-Unis | 167.05 | 6               | 66.07           | 5           | 100.98      |
| 8    | Carolane Soucisse / Shane Firus                | Canada     | 163.65 | 9               | 64.09           | 7           | 99.56       |
| 9    | Jennifer Janse van Rensburg / Benjamin Steffan | Allemagne  | 160.26 | 8               | 65.42           | 9           | 94.84       |
| 10   | Mariia Holubtsova / Kyryl Bielobrov            | Ukraine    | 152.31 | 10              | 61.21           | 10          | 91.10       |

## Source
- Résultats du Skate America 2022